# Homo Dei (wydawnictwo)
Homo Dei – polskie wydawnictwo specjalizuje się w literaturze religijnej, kierując ją głównie do duchowieństwa. Istnieje od 1993 roku, a jego właścicielem jest Prowincja Warszawska Zgromadzenia Redemptorystów, ale jako podmiot gospodarczy działa autonomicznie.
Do wydawnictwa należy też kwartalnik "Homo Dei" (skierowany do osób duchownych), wydawany od 1932 roku, którego założycielem był sługa Boży o. Kazimierz Smoroński CSsR. Współpracownikami kwartalnika zostali m.in.: o. Kazimierz Fryzeł CSsR, o. Gerard Siwek CSsR, o. Witold Kawecki CSsR, o. Marek Saj CSsR, o. Wojciech Bołoz CSsR o. Sławomir Badyna OSB, o. Ludwik Mycielski OSB, o. Ksawery Knotz OFMCap., ks. Andrzej Tulej, ks. Tadeusz Mrowiec, Ewa K. Czaczkowska, Grzegorz Górny, Sławomir Zatwardnicki, ks. Andrzej Ziółkowski CM, czy Tomasz Sekunda.